# Europamästerskapet i volleyboll för damer 2007
Europamästerskapet i volleyboll för damer 2007 var det 25:e europamästerskapet för damer och arrangerades 20 - 30 september 2007 i Belgien och Luxemburg. Italien vann över Serbien med 3–0 i finalen och vann sin första titel.- Taismary Agüero, Italien, utsågs till mest värdefulla spelare

## Deltagande lag
| \| Lag \| Kvalifikationssätt \| \| ------------- \| ------------------- \| \| Azerbajdzjan \| Fyra EM 2005 \| \| Belarus \| Kval play-off \| \| Belgien \| Värd \| \| Bulgarien \| Vinnare kvalgrupp D \| \| Kroatien \| Vinnare kvalgrupp F \| \| Tjeckien \| Vinnare kvalgrupp B \| \| Frankrike \| Kval play-off \| \| Tyskland \| Vinnare kvalgrupp C \| \| Italien \| Tvåa EM 2005 \| \| Nederländerna \| Femma EM 2005 \| \| Polen \| Etta EM 2005 \| \| Ryssland \| Trea EM 2005 \| \| Serbien[2] \| Vinnare kvalgrupp E \| \| Slovakien \| Kval play-off \| \| Spanien \| Vinnare kvalgrupp A \| \| Turkiet \| Sexa EM 2005 \| |                     |
| Lag | Kvalifikationssätt  |
| Azerbajdzjan | Fyra EM 2005        |
| Belarus | Kval play-off       |
| Belgien | Värd                |
| Bulgarien | Vinnare kvalgrupp D |
| Kroatien | Vinnare kvalgrupp F |
| Tjeckien | Vinnare kvalgrupp B |
| Frankrike | Kval play-off       |
| Tyskland | Vinnare kvalgrupp C |
| Italien | Tvåa EM 2005        |
| Nederländerna | Femma EM 2005       |
| Polen | Etta EM 2005        |
| Ryssland | Trea EM 2005        |
| Serbien | Vinnare kvalgrupp E |
| Slovakien | Kval play-off       |
| Spanien | Vinnare kvalgrupp A |
| Turkiet | Sexa EM 2005        |

## Format
Turneringen spelades i tre olika etapper. I det första skedet delades de sexton deltagarna in i fyra grupper (A, B, C och D) med fyra lag vardera. I grupperna mötte alla lag alla för att bestämma lagets gruppposition. De tre bästa lagen i varje grupp (totalt 12 lag) gick vidare till den andra etappen.
Den andra etappen av turneringen bestod av två grupper om sex lag vardera. Eftersom de första matchresultaten bland lagen som gick vidare till detta steg också räknades, har de två grupperna varit förutbestämda, den ena gruppen bildades av grupperna A- och C-lag medan den andra bildades av grupperna B- och D-lag. I var och en av de två grupperna spelade lagen en gång mot varje motståndare de inte har mött tidigare i turneringen (totalt tre matcher vardera), och lägger till det till resultaten mot de andra två lagen som också gick vidare från första steget i samma grupp. De två gruppsegrarna och två tvåorna från denna andra etapp gick vidare till den tredje etappen.
Den tredje och sista etappen av turneringen bestod av semifinaler, tredjeplatsmatch och final. En lottdragning avgjorde vilken vinnare som spelade vilken tvåa i semifinalen.

## Gruppsammansättning
| Grupp A      | Grupp B   | Grupp C   | Grupp D       |
| ------------ | --------- | --------- | ------------- |
| Azerbajdzjan | Bulgarien | Kroatien  | Belgien       |
| Belarus      | Tjeckien  | Frankrike | Nederländerna |
| Tyskland     | Polen     | Ryssland  | Serbien       |
| Italien      | Spanien   | Turkiet   | Slovakien     |

## Arenor
Turneringen spelades på tre arenor i tre städer, av vilka två var i Belgien och en i Luxemburg. Gruppspelet (de första två etapperna) hölls i Belgien Belgien och finalspelet (etapp 3) i Luxemburg.
| · Charleroi Hasselt Arenornas läge i Belgien | · Charleroi Hasselt Arenornas läge i Belgien | · Luxemburg Arenans läge i Luxemburg |
| Grupper A, C och E                           | Grupper B, D och F                           | Finalspel                            |
| Charleroi, Belgien                           | Hasselt, Belgien                             | Luxemburg, Luxemburg                 |
| Spiroudome                                   | Sporthal Alverberg                           | d'Coque                              |
| Kapacitet: 6,300                             | Kapacitet: 1,700                             | Kapacitet: 8,300                     |
|                                              |                                              |                                      |

## Etapp 1
| (A) | Vidare till etapp 2 |

- Alla tider är Central European Summer Time (UTC+02:00).

### Grupp A
- Arena: Spiroudome, Charleroi, Belgien

|   |                  | Poäng | Matcher | Matcher | Set | Set | Set   | Poäng | Poäng | Poäng |
| # | Lag              | Poäng | V       | F       | V   | F   | Kvot  | V     | F     | Kvot  |
| - | ---------------- | ----- | ------- | ------- | --- | --- | ----- | ----- | ----- | ----- |
| 1 | Italien (A)      | 6     | 3       | 0       | 9   | 1   | 9.000 | 249   | 193   | 1.290 |
| 2 | Tyskland (A)     | 5     | 2       | 1       | 6   | 4   | 1.500 | 236   | 202   | 1.168 |
| 3 | Azerbajdzjan (A) | 4     | 1       | 2       | 3   | 6   | 0.500 | 179   | 201   | 0.891 |
| 4 | Belarus          | 3     | 0       | 3       | 2   | 9   | 0.222 | 202   | 270   | 0.748 |

| Datum  | Tid   |              | Resultat |              | Set 1 | Set 2 | Set 3 | Set 4 | Set 5 | Totalt | Rapport |
| ------ | ----- | ------------ | -------- | ------------ | ----- | ----- | ----- | ----- | ----- | ------ | ------- |
| 20 Sep | 15:00 | Azerbajdzjan | 3–0      | Belarus      | 25–15 | 25–23 | 25–13 |       |       | 75–51  | Rapport |
| 20 Sep | 20:00 | Tyskland     | 0–3      | Italien      | 22–25 | 12–25 | 27–29 |       |       | 61–79  | Rapport |
| 21 Sep | 17:30 | Tyskland     | 3–0      | Azerbajdzjan | 25–13 | 25–22 | 25–16 |       |       | 75–51  | Rapport |
| 22 Sep | 15:00 | Belarus      | 1–3      | Tyskland     | 10–25 | 18–25 | 27–25 | 17–25 |       | 72–100 | Rapport |
| 22 Sep | 20:00 | Italien      | 3–0      | Azerbajdzjan | 25–23 | 25–14 | 25–16 |       |       | 75–53  | Rapport |
| 23 Sep | 17:30 | Belarus      | 1–3      | Italien      | 16–25 | 22–25 | 25–20 | 16–25 |       | 79–95  | Rapport |

### Grupp B
- Arena: Sporthal Alverberg, Hasselt, Belgien

|   |               | Poäng | Matcher | Matcher | Set | Set | Set   | Poäng | Poäng | Poäng |
| # | Lag           | Poäng | V       | F       | V   | F   | Kvot  | V     | F     | Kvot  |
| - | ------------- | ----- | ------- | ------- | --- | --- | ----- | ----- | ----- | ----- |
| 1 | Polen (A)     | 6     | 3       | 0       | 9   | 3   | 3.000 | 286   | 259   | 1.104 |
| 2 | Tjeckien (A)  | 5     | 2       | 1       | 7   | 5   | 1.400 | 279   | 258   | 1.081 |
| 3 | Bulgarien (A) | 4     | 1       | 2       | 7   | 8   | 0.875 | 321   | 342   | 0.939 |
| 4 | Spanien       | 3     | 0       | 3       | 2   | 9   | 0.222 | 237   | 264   | 0.898 |

| Datum  | Tid   |           | Resultat |           | Set 1 | Set 2 | Set 3 | Set 4 | Set 5 | Totalt  | Rapport |
| ------ | ----- | --------- | -------- | --------- | ----- | ----- | ----- | ----- | ----- | ------- | ------- |
| 20 Sep | 17:30 | Spanien   | 2–3      | Bulgarien | 28–26 | 25–15 | 31–33 | 14–25 | 13–15 | 111–114 | Rapport |
| 21 Sep | 15:00 | Bulgarien | 2–3      | Tjeckien  | 10–25 | 25–22 | 22–25 | 25–23 | 18–20 | 100–115 | Rapport |
| 21 Sep | 20:00 | Polen     | 3–0      | Spanien   | 25–21 | 25–22 | 25–20 |       |       | 75–63   | Rapport |
| 22 Sep | 17:30 | Tjeckien  | 1–3      | Polen     | 17–25 | 25–27 | 25–18 | 22–25 |       | 89–95   | Rapport |
| 23 Sep | 15:00 | Tjeckien  | 3–0      | Spanien   | 25–19 | 25–23 | 25–21 |       |       | 75–63   | Rapport |
| 23 Sep | 17:30 | Bulgarien | 2–3      | Polen     | 25–20 | 25–27 | 31–29 | 13–25 | 13–15 | 107–116 | Rapport |

### Grupp C
- Arena: Spiroudome, Charleroi, Belgien

|   |               | Poäng | Matcher | Matcher | Set | Set | Set   | Poäng | Poäng | Poäng |
| # | Lag           | Poäng | V       | F       | V   | F   | Kvot  | V     | F     | Kvot  |
| - | ------------- | ----- | ------- | ------- | --- | --- | ----- | ----- | ----- | ----- |
| 1 | Ryssland (A)  | 6     | 3       | 0       | 9   | 0   | MAX   | 228   | 185   | 1.232 |
| 2 | Frankrike (A) | 5     | 2       | 1       | 6   | 4   | 1.500 | 231   | 223   | 1.036 |
| 3 | Turkiet (A)   | 4     | 1       | 2       | 3   | 8   | 0.375 | 236   | 251   | 0.940 |
| 4 | Kroatien      | 3     | 0       | 3       | 3   | 9   | 0.333 | 248   | 284   | 0.873 |

| Datum  | Tid   |           | Resultat |           | Set 1 | Set 2 | Set 3 | Set 4 | Set 5 | Totalt | Rapport |
| ------ | ----- | --------- | -------- | --------- | ----- | ----- | ----- | ----- | ----- | ------ | ------- |
| 20 Sep | 17:30 | Ryssland  | 3–0      | Kroatien  | 25–23 | 25–23 | 25–14 |       |       | 75–60  | Rapport |
| 21 Sep | 15:00 | Kroatien  | 1–3      | Frankrike | 21–25 | 26–28 | 25–22 | 18–25 |       | 90–100 | Rapport |
| 21 Sep | 20:00 | Turkiet   | 0–3      | Ryssland  | 21–25 | 26–28 | 22–25 |       |       | 69–78  | Rapport |
| 22 Sep | 17:30 | Frankrike | 3–0      | Turkiet   | 25–19 | 25–16 | 25–23 |       |       | 75–58  | Rapport |
| 23 Sep | 15:00 | Frankrike | 0–3      | Ryssland  | 19–25 | 17–25 | 20–25 |       |       | 56–75  | Rapport |
| 23 Sep | 20:00 | Kroatien  | 2–3      | Turkiet   | 25–22 | 25–22 | 22–25 | 20–25 | 6–15  | 98–109 | Rapport |

### Grupp D
- Arena: Sporthal Alverberg, Hasselt, Belgien

|   |                   | Poäng | Matcher | Matcher | Set | Set | Set   | Poäng | Poäng | Poäng |
| # | Lag               | Poäng | V       | F       | V   | F   | Kvot  | V     | F     | Kvot  |
| - | ----------------- | ----- | ------- | ------- | --- | --- | ----- | ----- | ----- | ----- |
| 1 | Nederländerna (A) | 5     | 2       | 1       | 8   | 4   | 2.000 | 270   | 235   | 1.149 |
| 2 | Serbien (A)       | 5     | 2       | 1       | 8   | 7   | 1.143 | 328   | 298   | 1.101 |
| 3 | Belgien (A)       | 4     | 1       | 2       | 6   | 6   | 1.000 | 251   | 259   | 0.969 |
| 4 | Slovakien         | 4     | 1       | 2       | 3   | 8   | 0.375 | 196   | 253   | 0.775 |

| Datum  | Tid   |               | Resultat |               | Set 1 | Set 2 | Set 3 | Set 4 | Set 5 | Totalt  | Rapport |
| ------ | ----- | ------------- | -------- | ------------- | ----- | ----- | ----- | ----- | ----- | ------- | ------- |
| 20 Sep | 15:00 | Slovakien     | 3–2      | Serbien       | 14–25 | 25–21 | 25–20 | 21–25 | 15–11 | 100–102 | Rapport |
| 20 Sep | 20:30 | Nederländerna | 3–1      | Belgien       | 25–19 | 18–25 | 25–23 | 25–12 |       | 93–79   | Rapport |
| 21 Sep | 17:30 | Nederländerna | 3–0      | Slovakien     | 25–16 | 25–12 | 25–16 |       |       | 75–44   | Rapport |
| 22 Sep | 15:00 | Serbien       | 3–2      | Nederländerna | 25–18 | 17–25 | 25–14 | 30–32 | 15–13 | 112–102 | Rapport |
| 22 Sep | 20:00 | Belgien       | 3–0      | Slovakien     | 25–14 | 25–14 | 26–24 |       |       | 76–52   | Rapport |
| 23 Sep | 20:00 | Serbien       | 3–2      | Belgien       | 22–25 | 25–20 | 27–29 | 25–17 | 15–5  | 114–96  | Rapport |

## Etapp 2
| (F) | Vidare till etapp 3 |

- Alla tider är Central European Summer Time (UTC+02:00).

### Grupp E
- Arena: Spiroudome, Charleroi, Belgien

|   |              | Poäng | Matcher | Matcher | Set | Set | Set    | Poäng | Poäng | Poäng |
| # | Lag          | Poäng | V       | F       | V   | F   | Kvot   | V     | F     | Kvot  |
| - | ------------ | ----- | ------- | ------- | --- | --- | ------ | ----- | ----- | ----- |
| 1 | Italien (F)  | 10    | 5       | 0       | 15  | 1   | 15.000 | 403   | 301   | 1.339 |
| 2 | Ryssland (F) | 9     | 4       | 1       | 12  | 3   | 4.000  | 359   | 312   | 1.151 |
| 3 | Tyskland     | 8     | 3       | 2       | 9   | 6   | 1.500  | 351   | 327   | 1.073 |
| 4 | Frankrike    | 7     | 2       | 3       | 7   | 10  | 0.700  | 351   | 384   | 0.914 |
| 5 | Turkiet      | 6     | 1       | 4       | 3   | 12  | 0.250  | 333   | 369   | 0.902 |
| 6 | Azerbajdzjan | 5     | 0       | 5       | 1   | 15  | 0.067  | 294   | 398   | 0.739 |

| Datum  | Tid   |              | Resultat |           | Set 1 | Set 2 | Set 3 | Set 4 | Set 5 | Totalt | Rapport |
| ------ | ----- | ------------ | -------- | --------- | ----- | ----- | ----- | ----- | ----- | ------ | ------- |
| 25 Sep | 15:00 | Italien      | 3–1      | Frankrike | 24–26 | 25–17 | 25–10 | 25–19 |       | 99–72  | Rapport |
| 25 Sep | 17:30 | Tyskland     | 3–0      | Turkiet   | 25–21 | 25–21 | 32–30 |       |       | 82–72  | Rapport |
| 25 Sep | 20:00 | Azerbajdzjan | 0–3      | Ryssland  | 23–25 | 14–25 | 17–25 |       |       | 54–75  | Rapport |
| 26 Sep | 15:00 | Italien      | 3–0      | Turkiet   | 25–23 | 25–14 | 25–22 |       |       | 75–59  | Rapport |
| 26 Sep | 17:30 | Tyskland     | 0–3      | Ryssland  | 12–25 | 23–25 | 23–25 |       |       | 58–75  | Rapport |
| 26 Sep | 20:00 | Azerbajdzjan | 1–3      | Frankrike | 14–25 | 25–23 | 17–25 | 21–25 |       | 77–98  | Rapport |
| 27 Sep | 15:00 | Italien      | 3–0      | Ryssland  | 25–15 | 25–22 | 25–19 |       |       | 75–56  | Rapport |
| 27 Sep | 17:30 | Tyskland     | 3–0      | Frankrike | 25–22 | 25–13 | 25–15 |       |       | 75–50  | Rapport |
| 27 Sep | 20:00 | Azerbajdzjan | 0–3      | Turkiet   | 18–25 | 19–25 | 22–25 |       |       | 59–75  | Rapport |

The following Preliminary round matches are also valid for the Grupp standings:
| Datum  | Tid   |           | Resultat |              | Set 1 | Set 2 | Set 3 | Set 4 | Set 5 | Totalt | Rapport |
| ------ | ----- | --------- | -------- | ------------ | ----- | ----- | ----- | ----- | ----- | ------ | ------- |
| 20 Sep | 20:00 | Tyskland  | 0–3      | Italien      | 22–25 | 12–25 | 27–29 |       |       | 61–79  | Rapport |
| 21 Sep | 17:30 | Tyskland  | 3–0      | Azerbajdzjan | 25–13 | 25–22 | 25–16 |       |       | 75–51  | Rapport |
| 21 Sep | 20:00 | Turkiet   | 0–3      | Ryssland     | 21–25 | 26–28 | 22–25 |       |       | 69–78  | Rapport |
| 22 Sep | 20:00 | Italien   | 3–0      | Azerbajdzjan | 25–23 | 25–14 | 25–16 |       |       | 75–53  | Rapport |
| 22 Sep | 17:30 | Frankrike | 3–0      | Turkiet      | 25–19 | 25–16 | 25–23 |       |       | 75–58  | Rapport |
| 23 Sep | 15:00 | Frankrike | 0–3      | Ryssland     | 19–25 | 17–25 | 20–25 |       |       | 56–75  | Rapport |

### Grupp F
- Arena: Sporthal Alverberg, Hasselt, Belgien

|   |               | Poäng | Matcher | Matcher | Set | Set | Set   | Poäng | Poäng | Poäng                 |
| # | Lag           | Poäng | V       | F       | V   | F   | Kvot  | V     | F     | Kvot                  |
| - | ------------- | ----- | ------- | ------- | --- | --- | ----- | ----- | ----- | --------------------- |
| 1 | Polen (F)     | 10    | 5       | 0       | 15  | 4   | 3.750 | 458   | 391   | 1.171                 |
| 2 | Serbien (F)   | 9     | 4       | 1       | 12  | 8   | 1.500 | 453   | 417   | 1.086                 |
| 3 | Nederländerna | 8     | 3       | 2       | 12  | 7   | 1.714 | 431   | 407   | 1.059                 |
| 4 | Belgien       | 7     | 2       | 3       | 9   | 11  | 0.818 | 430   | 450   | 0.956                 |
| 5 | Tjeckien      | 6     | 1       | 4       | 5   | 14  | 0.357 | 396   | 438   | 0.904 Mall:Vb cl tean |

| Datum  | Tid   |           | Resultat |               | Set 1 | Set 2 | Set 3 | Set 4 | Set 5 | Totalt | Rapport |
| ------ | ----- | --------- | -------- | ------------- | ----- | ----- | ----- | ----- | ----- | ------ | ------- |
| 25 Sep | 15:00 | Bulgarien | 0–3      | Nederländerna | 20–25 | 23–25 | 19–25 |       |       | 62–75  | Rapport |
| 25 Sep | 17:30 | Polen     | 3–0      | Serbien       | 25–18 | 25–20 | 25–14 |       |       | 75–52  | Rapport |
| 25 Sep | 20:00 | Tjeckien  | 1–3      | Belgien       | 16–25 | 25–18 | 17–25 | 21–25 |       | 79–93  | Rapport |
| 26 Sep | 15:00 | Bulgarien | 1–3      | Serbien       | 25–20 | 16–25 | 19–25 | 28–30 |       | 88–100 | Rapport |
| 26 Sep | 17:30 | Tjeckien  | 0–3      | Nederländerna | 18–25 | 17–25 | 22–25 |       |       | 57–75  | Rapport |
| 26 Sep | 20:00 | Polen     | 3–0      | Belgien       | 25–18 | 25–20 | 25–19 |       |       | 75–57  | Rapport |
| 27 Sep | 15:00 | Tjeckien  | 0–3      | Serbien       | 18–25 | 21–25 | 17–25 |       |       | 56–75  | Rapport |
| 27 Sep | 17:30 | Polen     | 3–1      | Nederländerna | 25–22 | 25–18 | 22–25 | 25–21 |       | 97–86  | Rapport |
| 27 Sep | 20:00 | Bulgarien | 1–3      | Belgien       | 16–25 | 19–25 | 32–30 | 22–25 |       | 89–105 | Rapport |

The following Preliminary round matches are also valid for the Grupp standings:
| Datum  | Tid   |               | Resultat |               | Set 1 | Set 2 | Set 3 | Set 4 | Set 5 | Totalt  | Rapport |
| ------ | ----- | ------------- | -------- | ------------- | ----- | ----- | ----- | ----- | ----- | ------- | ------- |
| 20 Sep | 20:30 | Nederländerna | 3–1      | Belgien       | 25–19 | 18–25 | 25–23 | 25–12 |       | 93–79   | Rapport |
| 21 Sep | 15:00 | Bulgarien     | 2–3      | Tjeckien      | 10–25 | 25–22 | 22–25 | 25–23 | 18–20 | 100–115 | Rapport |
| 22 Sep | 15:00 | Serbien       | 3–2      | Nederländerna | 25–18 | 17–25 | 25–14 | 30–32 | 15–13 | 112–102 | Rapport |
| 22 Sep | 17:30 | Tjeckien      | 1–3      | Polen         | 17–25 | 25–27 | 25–18 | 22–25 |       | 89–95   | Rapport |
| 23 Sep | 17:30 | Bulgarien     | 2–3      | Polen         | 25–20 | 25–27 | 31–29 | 13–25 | 13–15 | 107–116 | Rapport |
| 23 Sep | 20:00 | Serbien       | 3–2      | Belgien       | 22–25 | 25–20 | 27–29 | 25–17 | 15–5  | 114–96  | Rapport |

## Etapp 3 (finalspel)
- Arena: d'Coque, Luxemburg City, Luxemburg
- Alla tider är Central European Summer Time (UTC+02:00).

|  | Semifinaler | Semifinaler |   |          | Final               | Final |  |
|  |             |             |   |          |                     |       |  |
|  | 29 Sep      |             |   |          |                     |       |  |
|  | Italien     | 3           |   |          |                     |       |  |
|  | Ryssland    | 0           |   |          |                     |       |  |
|  |             |             |   |          |                     |       |  |
|  |             |             |   |          | 30 Sep              |       |  |
|  |             |             |   |          | Italien             | 3     |  |
|  |             | Serbien     | 0 |          |                     |       |  |
|  |             |             |   |          |                     |       |  |
|  |             |             |   |          |                     |       |  |
|  |             |             |   |          | Match om tredjepris |       |  |
|  | 29 Sep      | 29 Sep      |   | 30 Sep   | 30 Sep              |       |  |
|  | Serbien     | 3           |   | Ryssland | 3                   |       |  |
|  | Polen       | 0           |   |          | Polen               | 1     |  |

### Semifinaler
| Datum  | Tid   |         | Resultat |          | Set 1 | Set 2 | Set 3 | Set 4 | Set 5 | Totalt | Rapport |
| ------ | ----- | ------- | -------- | -------- | ----- | ----- | ----- | ----- | ----- | ------ | ------- |
| 29 Sep | 16:30 | Italien | 3–0      | Ryssland | 25–21 | 25–22 | 25–13 |       |       | 75–56  | Rapport |
| 29 Sep | 19:30 | Serbien | 3–0      | Polen    | 27–25 | 25–21 | 25–21 |       |       | 77–67  | Rapport |

### Match om tredjepris
| Datum  | Tid   |          | Resultat |       | Set 1 | Set 2 | Set 3 | Set 4 | Set 5 | Totalt | Rapport |
| ------ | ----- | -------- | -------- | ----- | ----- | ----- | ----- | ----- | ----- | ------ | ------- |
| 30 Sep | 15:30 | Ryssland | 3–1      | Polen | 21–25 | 25–22 | 25–14 | 25–20 |       | 96–81  | Rapport |

### Final
| Datum  | Tid   |         | Resultat |         | Set 1 | Set 2 | Set 3 | Set 4 | Set 5 | Totalt | Rapport |
| ------ | ----- | ------- | -------- | ------- | ----- | ----- | ----- | ----- | ----- | ------ | ------- |
| 30 Sep | 18:30 | Italien | 3–0      | Serbien | 26–24 | 25–18 | 25–21 |       |       | 76–63  | Rapport |

## Slutplacering och statistik
| Placering | Lag           |
| --------- | ------------- |
|           | Italien       |
|           | Serbien       |
|           | Ryssland      |
| 4         | Polen         |
| 5         | Nederländerna |
| 6         | Tyskland      |
| 7         | Belgien       |
| 8         | Frankrike     |
| 9         | Tjeckien      |
| 10        | Turkiet       |
| 11        | Bulgarien     |
| 12        | Azerbajdzjan  |
| 13        | Slovakien     |
| 14        | Kroatien      |
| 15        | Spanien       |
| 16        | Belarus       |

| Simona Gioli, Paola Croce, Valentina Fiorin, Martina Guiggi, Jenny Barazza, Manuela Secolo, Taismary Agüero, Francesca Ferretti, Eleonora Lo Bianco, Antonella Del Core and Paola Cardullo. Förbundskapten: Massimo Barbolini. |